# Sachsenwald
Sachsenwald i det nordlige Tyskland, er det ene af to kommunefrie områder i Slesvig-Holsten. det andet er Buchholz i Kreis Segeberg. Det ligger øst for Hamborg i den sydvestlige ende af Kreis Herzogtum Lauenburg og grænser til Kreis Stormarn.

## Geografi
Sachsenwald er med knap 70 km² Slesvig-Holstens største sammenhængende skovområde. Det hører under Amt Hohe Elbgeest. Kejser Wilhelm 1. af Tyskland skænkede området til Otto von Bismarck 24. juni 1871 som en anerkendelse af hans tjenester ved grundlæggelsen af Tyskland.
Sachsenwald er inddelt i tre Revierer:
- Revier Aumühle
- Revier Wohltorf
- Revier Stangenteich

## Eksterne kilder og henvisninger
- Wikimedia Commons har flere filer relateret til Sachsenwald
- Sachsenwald.de
- Otto-von-Bismarck-Stiftung
- interaktive Karte

|  | Infoboks uden skabelon Denne artikel har en infoboks dannet af en tabel eller tilsvarende. |